# Barca-longa

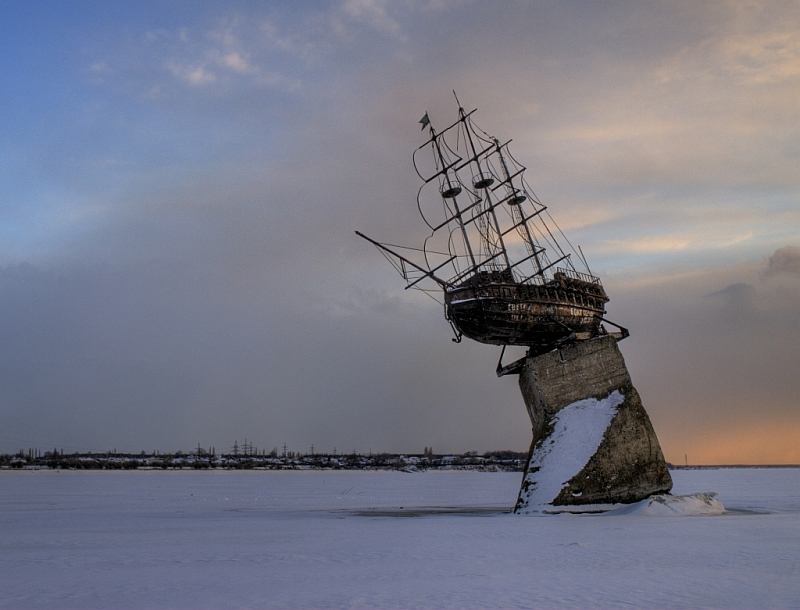

La Barca-longa era una Lougre a due o tre alberi trovata sulle coste della Spagna e del Portogallo, e in generale sulle coste del Mar Mediterraneo.  In Spagna e Portogallo venne usata per la pesca ma venne impiegata dalla Royal Navy per le insursioni a riva e per gli assalti alle barche.
Normalmente non erano di proprietà della Royal Navy.